# Les Frères Kip
Les Frères Kip est un roman policier et d'aventures de Jules Verne, paru en 1902.

## Historique
L'œuvre est d'abord parue dans le Magasin d'éducation et de récréation du 1er janvier au 15 décembre 1902, et en volume dès le 20 novembre 1902 chez Hetzel.  

## Source du roman
Ce roman est sans doute inspiré d'une affaire judiciaire de la fin du XIXe siècle : les frères Rorique.

## Présentation
À bord du James-Cook, le capitaine Gibson attend de pouvoir partir de Nouvelle-Zélande pour rejoindre la Nouvelle-Irlande, mais son équipage n'est pas au complet à cause de désertions. Flig Balt, son maître d'équipage, et Vin Mod, un de ses matelots, se chargent alors de recruter quatre nouveaux matelots cherchant avant tout l'argent facile. Avec cet équipage recomposé, il doit retrouver son fils, Nat Gibson, et l'armateur du navire, M. Hawkins, à Wellington, avant d'aller dans les îles au nord de la Papouasie. Mais Mod et Balt, avec l'aide des nouveaux matelots, ne cherchent qu'une seule chose : prendre le contrôle du navire et s'en servir pour faire de la piraterie et du trafic dans les îles. Durant la traversée entre Wellington et la Nouvelle-Irlande, le James-Cook vient au secours de deux naufragés : les frères Kip. Les mutins arriveront-ils à se rendre maîtres du navire ? Quelle sera la suite des aventures du James-Cook dans les îles de l'Océan Pacifique Sud ?

## Résumé: intrigue et dénouement
- Première partie

Le James-Cook est un navire de commerce faisant le grand cabotage entre les îles du Pacifique et la Tasmanie, Hobart-Town étant son port d'attache. Mais, à Dunedin, en Nouvelle-Zélande, quatre matelots ayant déserté, le bateau se retrouve bloqué à quai. Flig Balt, le maître d'équipage, et Vin Mod, matelot et ami, recrutent alors dans un des bars les plus mal famés quatre matelots, les plus bagarreurs. Ceux-ci pourront en effet les aider dans leur projet : faire une mutinerie, se débarrasser du capitaine et des matelots fidèles, utiliser le bateau pour faire des actes de piraterie.
Mais ils ne parviennent pas à mettre leur plan à exécution. Sur la route pour chercher leur cargaison dans l'archipel Bismarck (actuellement en Papouasie-Nouvelle-Guinée), le James-Cook accueille à Wellington deux nouveaux passagers : l'armateur du navire M. Hawkins, et le fils du capitaine Nat Gibson. Puis deux autres, lors d'une relâche près de l'île Norfolk : deux naufragés hollandais, les frères Kip, seuls rescapés de la Wilhelmina, survivant depuis 15 jours seuls sur l'île. Ce changement de rapport de nombre ne jouant pas en la faveur des mutins, ils ne trouvent pas l'occasion de prendre le contrôle du navire.
Lors de la relâche dans l'archipel Bismarck, à Port-Praslin et sur l'îlot de Kerawara, le capitaine Gibson ne reparaît pas le soir du départ : il a été tué d'un coup de poignard au cœur. Ce sont Flig Balt et Vin Mod qui ont fait le coup.
Ainsi, Flig Balt devient le nouveau capitaine et essaie, lors de la route du retour pour la Tasmanie, de détourner le navire. Mais, lors d'une tempête, devant son incompétence et son acharnement, Karl Kip prend le commandement du navire. La mutinerie menée ensuite par Balt échouera et il sera enfermé à fond de cale, avec deux autres matelots. Le navire arrivera peu après à Hobart-Town.
- Deuxième partie

En attendant le jugement des mutins en Conseil maritime, Vin Mod, libre, surveille de près les frères Kip. Le soir avant le procès, il cache l'argent et les papiers volés au capitaine Gibson lors du meurtre, ainsi que l'arme du crime, dans la valise des deux frères. Lors du procès, c'est donc Flig Balt qui accuse les frères Kip du meurtre du capitaine Gibson et justifie ainsi sa mutinerie ! Les preuves étant retrouvées, les deux frères sont condamnés à mort. Devant l'insistance de M. Hawkins, vu les doutes qu'il avait sur leur culpabilité compte tenu de leur conduite généreuse et pleine de bravoure jusque-là, il parvient à faire commuer leur peine en prison à perpétuité. Les frères Kip seront donc au bagne de Port-Arthur, aux travaux forcés.
Au bagne, leur conduite est irréprochable. Ils aident deux condamnés politiques fenians, O'Brien et Macarthy, injustement retenus eux aussi, à s'échapper ; et, lors de la lutte pour cette évasion, ils s'évadent aussi, emmenés par les Irlandais. Voulant convaincre de leur innocence, Karl et Pieter Kip reviennent en Australie pour se rendre aux autorités. Finalement, la preuve de leur innocence est trouvée sur la photographie du cadavre du capitaine Gibson. Ils sont alors réhabilités.
Flig Balt et Vin Mod, entre-temps partis d'Australie, avaient réussi à détourner un autre bateau pour faire de la piraterie dans les îles du Pacifique. Ils furent arrêtés par un aviso anglais, tués dans la bataille ou portés disparus...

## Personnages principaux
- Les frères Kip

Ils sont hollandais, de la ville de Groningue. L'aîné, Karl Kip, est second capitaine et veut faire carrière dans la marine marchande. Le plus jeune, Pieter Kip, voudrait créer un comptoir pour faire des affaires dans les îles du Pacifique. Ils doivent retourner aux Pays-Bas afin de régler la succession de leur père : embarqués sur la Wilhelmina, c'est alors qu'ils font naufrage et sont recueillis par le James-Cook.
- Le capitaine Gibson

Capitaine du James-Cook, excellent marin et grand ami de M. Hawkins, il a créé une entreprise de cabotage avec ce dernier et espère que son fils pourra s'implanter en Nouvelle-Zélande pour développer les affaires.
- M. Hawkins

Armateur du James-Cook, c'est un homme d'affaires très respectueux et intelligent. Ami avec le capitaine Gibson, il veut aider le fils de celui-ci dans les affaires. Il entretient de très bonnes relations avec les responsables des comptoirs dans les îles. Intelligent et fidèle, ce sera le seul à défendre les frères Kip malgré les preuves accablantes.
- Nat Gibson

Fils du capitaine, c'est un jeune homme travaillant pour s'offrir un bon avenir. Très affecté par la mort de son père, il ne peut pardonner aux frères Kip malgré l'amitié qu'il pouvait ressentir pour eux. Le dénouement aidera à l'apaiser.
- Flig Balt

Le maître d'équipage du James-Cook navigue depuis assez longtemps avec le capitaine Gibson pour avoir gagné sa confiance. Sur les conseils de Vin Mod, il voudra néanmoins diriger le navire et est prêt à tout pour cela. L'appât du gain et le pouvoir sont ses motivations, plutôt que de rester dans son rôle de subalterne.
- Vin Mod

Éminence grise de Flig Balt, c'est lui qui propose la mutinerie. C'est aussi lui qui échafaude tout le plan pour faire accuser les frères Kip du meurtre du capitaine Gibson. Exemple parfait de l'homme de l'ombre, c'est une crapule de la pire espèce.

## Thèmes abordés dans le roman

### Les fenians
Jules Verne évoque ici les révoltés d'Irlande, les fenians. Condamnés injustement, deux d'entre eux sont des bagnards qui préparent une tentative d'évasion avec l'aide d'un bateau américain. Jules Verne reprend là aussi un fait divers réel, l'évasion de six fenians de la prison de Fremantle en 1876. Dans un autre de ses romans, P'tit-Bonhomme (1893), Jules Verne décrit la pauvreté des Irlandais. 

### La mutinerie
Jules Verne décrit de façon très brève la mutinerie (une seule page).

### La virole du kriss
L'arme ayant servi au meurtre est un kriss. Une partie de ce couteau, la virole, est retrouvée sur le lieu du crime et permet d'identifier l'arme du crime avec précision. Jules Verne reprend ce type d'indice dans un de ses romans postérieurs : dans "Un drame en Livonie" de 1904, la virole du couteau utilisé par le tueur laisse une marque caractéristique sur les victimes de ce couteau.